# Flatrock
Pour les articles homonymes, voir Flat Rock.
Flatrock est une municipalité canadienne située sur l'île de Terre-Neuve dans la province de Terre-Neuve-et-Labrador.